# Adelpha cytherea
Adelpha cytherea is een vlinder uit de onderfamilie Limenitidinae van de familie Nymphalidae. De wetenschappelijke naam van de soort werd als Papilio cytherea in 1758 gepubliceerd door Carl Linnaeus.

## Synoniemen
- Papilio eleus Linnaeus, 1758
- Papilio alaea Statius Müller, 1776[3]